# Paranisopodus thalassinus
Paranisopodus thalassinus es una especie de escarabajo longicornio del género Paranisopodus, tribu Acanthocinini, orden Coleoptera. Fue descrita científicamente por Santos-Silva y Devesa en 2021.
El período de vuelo ocurre durante el mes de febrero.

## Descripción
Mide 10,4 milímetros de longitud.

## Distribución
Se distribuye por Costa Rica.